# Neue Mainzer Straße 32-36
Neue Mainzer Strasse 32-36 è un grattacielo situato a Francoforte sul Meno.

## Descrizione
La torre alta 108,6 metri con 28 piani è stata completata nel 1973, diventando così uno dei primi grattacieli nel distretto finanziario di Francoforte. L'architetto dell'edificio è Richard Heil.
Per questa costruzione il committente dell'opera, la Commerzbank, nel 1968 indisse un concorso. Sette studi di architettura parteciparono: Walter Maria Schultz, ABB, Max Meid & Helmut Romeick e Richard Heil, HPP e Henry Ross Kotten & Edgar Tritthart e Ludwig Mies van der Rohe. La giuria sclese il progetto di Richard Heil.
Fino al 1997 l'edificio serviva come sede della Commerzbank, poi l'amministrazione si trasferì nel nuovo edificio la Commerzbank Tower che si trova nell'area adiacente.
Oggi l'edificio non è più utilizzato dalla Commerzbank. Una parte di esso è stata affittata alla Banca centrale europea (BCE). Dal novembre 2014, tutto il personale della BCE si è trasferito in un nuovo edificio a Ostenda.